# Ramesh Nilakanth Mulye
Ramesh Nilakanth Mulye fue un diplomático de carrera indio.
- El 1 de junio de 1963 entró en el Servicio de Exterior y trabajó en las misiones en Siria y Nigeria.
- De 1965 a 1967 fue tercer y segundo secretario de embajada en Argel.
- En 1968 fue segundo secretario de embajada en Damasco.[1]
- En 1977 fue primer secretario de Alta Comisión en Lagos Nigeria.
- De 1977 a 1978 fue consejero de embajada ante la Sede de la Organización de las Naciones Unidas en Nueva York.
- En 1978 fue director del departamento Naciones Unidas en el Ministerio de Asuntos Exteriores (India).
- En marzo de 1983 participó activamente en los trabajos relacionados con el Movimiento de Países No Alineados así como en la 7.ª Cumbre de Jefes de Estado celebrada en Nueva Delhi.
- En 1984 fue representante permanente adjunto ante la Sede de la Organización de las Naciones Unidas en Nueva York.
- Del 2 de agosto de 1983 al 1 de marzo de 1986 fue embajador en Manila(Filipinas).
- Del 1 de marzo de 1986 a 1988 fue embajador en Damasco.[2]